# Plan de stabilisation de 1959

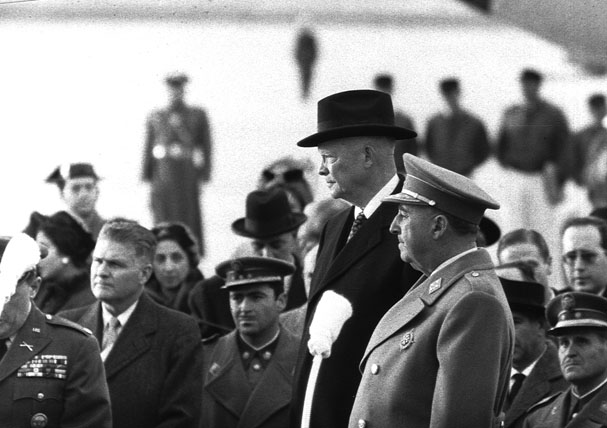
Visite du président américain Dwight Eisenhower en Espagne en 1959.

Le plan de stabilisation de 1959 ou plan national de stabilisation économique est un ensemble de mesures économiques approuvées par le gouvernement espagnol en 1959. L'objectif du plan était la stabilisation et la libéralisation de l'économie espagnole. Cela signifiait la rupture avec la politique d'autarcie du régime franquiste et a rendu possible le début d'une ère de croissance économique que l'on a qualifié de miracle économique espagnol dans le pays au cours des années soixante.